# Christer Fuglesang
Arne Christer Fuglesang , né le 18 mars 1957 à Stockholm (Suède), est un spationaute de l'Agence spatiale européenne (ESA), premier Suédois dans l'espace.

## Formation et éducation
Fuglesang est né à Stockholm d'une mère suédoise et d'un père norvégien, qui devint citoyen suédois peu après la naissance de Christer. Christer Fuglesang a étudié la physique à l'École polytechnique royale (KTH) à Stockholm, obtenant un master en 1981. En 1987 il est fait docteur en physique des particules élémentaires par l'université de Stockholm. Il devint par la suite professeur associé (« Docent ») de physique des particules à l'université de Stockholm en 1991.
Il se maria avec Elisabeth (Lisa) Fuglesang (née Walldie) en 1983, qu'il rencontra à KTH. Ils ont eu trois enfants.
Il reçut le titre de docteur honoris causa de l'université d'Umeå de Suède ainsi que de l'université de Nova Gorica de Slovénie.

## Carrière
En tant qu'étudiant licencié, il travailla au CERN (le Centre européen de recherche en physique des particules) à Genève sur l'expérience UA5, étudiant les collisions entre proton et antiproton. En 1988, il devint chargé de cours du CERN, où il travailla sur l'expérience CPLEAR, étudiant la subtile violation de la Symétrie CP des particules kaons. Après une année, il devint maître chargé de cours (senior fellow) et prit la tête du subdétecteur d'identification des particules. En novembre 1990, il obtint un poste à l'Institut de physiques Manne Siegbahn (Manne Siegbahn Institute of Physics) à Stockholm mais resta en même temps encore un an au CERN travaillent sur le nouveau projet Large Hadron Collider. Depuis 1990, résidant en Suède, il enseigne les mathématiques à l'Institut royal de technologie.
En mai 1992, Fuglesang fut sélectionné pour rejoindre le corps des astronautes de l'Agence spatiale européenne (ESA), situé à Cologne en Allemagne au Centre des astronautes européens. En 1992, il commença un programme introductif d'entrainement à l'EAC et un programme d'entraînement de quatre semaines au TsPK (Centre d'Entrainement des Cosmonautes) à la Cité des étoiles en Russie, en vue d'une future collaboration entre l'agence européenne et la Russie sur la Station Mir. En juillet 1993, il compléta sa formation basique d'astronaute à l'EAC.
En mai 1993, Fuglesang et l'astronaute Thomas Reiter furent sélectionnés pour la mission Euromir 95 et commencèrent l'entrainement au TsPK à Moscou en préparation pour leurs tâches d'ingénieurs en vol, les activités extra-véhiculaires et leur départ à bord de Soyouz. L'entraînement de l'expérience Euromir 95 a été organisé et mis en œuvre par l'EAC.
Le 17 mars 1995, il a été sélectionné comme membre de l'équipe 2, l'équipe de secours pour la mission Euromir 95, rejoignant Gennadi Manakov et Pavel Vinogradov. Pendant la mission, qui dura 179 jours, Fuglesang fut le coordinateur principal de l'équipage. Du Centre de Contrôle de la Mission Russe (TsUP) à Kaliningrad, il était le principal contact avec les astronautes de l'ESA, Thomas Reiter, sur Mir, et il fut coordinateur entre Mir et le Centre de Contrôle des Opérations de Charge d'Euromir 95, situé à Oberpfaffenhofen en Allemagne, ainsi que du management du projet. Entre mars et juin 1996, il fit un entraînement spécialisé au TsPK pour les opérations sur Soyouz de dé-amarrage, de ré-entrée dans l'atmosphère et d'atterrissage.
En 1996, l'ESA le sélectionna pour un entrainement comme spécialiste de mission pour les missions de la NASA sur la navette spatiale américaine. Il rejoignit la classe de spécialiste de mission au centre spatial Lyndon B. Johnson de la NASA à Houston en août 1996 et fut qualifié pour un vol comme spécialiste de mission en avril 1998.
De mai à octobre 1998, il fit un entrainement au TsPK sur la capsule spatiale Soyouz-TM : dé-amarrage, ré-entrée et atterrissage. Il fut récompensé par un certificat russe pour Soyouz de « commandant de retour » (Return Commander), qui le qualifie comme commandant d'une capsule Soyouz de trois personnes de retour de l'espace.
En octobre 1998, il retourna à la NASA et fut assigné un certain nombre d'obligations techniques dans l'Astronaut Office Station Operations System Branch sur Soyouz et sur les véhicules de transfert Progress. Plus tard, il travailla comme astronaute suppléant de support d'équipage pour le Corps d'Expédition du second équipage pour la Station spatiale internationale. Fuglesang continua par ailleurs quelques travaux scientifiques et fut impliqué dans l'expérience SilEye qui étudia les flashs de lumière dans les yeux des astronautes entre 1995 et 1999. Ce travail continue sur la Station Spatiale Internationale (ISS) avec les instruments Alteino et ALTEA. Le premier est sur l'ISS depuis 2002 et le second fut placé en 2005. Fuglesang est aussi à l'origine du projet DESIRE afin de simuler et estimer les radiations à l'intérieur de l'ISS.
Christer Fuglesang a volé à bord de la navette spatiale Discovery (mission STS-116) en décembre 2006.
Il fera partie de l'équipage de la mission STS-128 en tant spécialiste de mission.

## Temps record en l'air
Fuglesang fut champion de Suède de Frisbee, et obtint le titre national de « temps record en l'air » en 1978, et participa par la suite au championnat international de frisbee en 1981. Fuglesang prit un de ses frisbees personnels sur l'ISS. Le 15 décembre 2006, il fit un nouveau 'record mondial' de temps en l'air en faisant flotter librement dans l'espace pendant 20 secondes un frisbee dans l'environnement 'Gravité 0' de la station spatiale. Le record fut montré à la TV en direct dans une interview pour une exposition spatiale à Stockholm. Le record fut reconnu par la Fédération mondiale de frisbee, mais comme il a eu lieu en dehors de l'atmosphère terrestre, il fut enregistré comme 'record galactique'.

## Aujourd'hui
Aujourd'hui Fuglesang est professeur de vol spatial humain à l'école Royale de Stockholm (KTH). 